# چیتلوک، لیوبووئیا
چیتلوک (به صربی: Čitluk) یک روستا در صربستان است که در Ljubovija واقع شده‌است.